# Дерман, Карим
Кари́м Дерма́н (фр. Karim Dermane; род. 26 декабря, 2003) — тоголезский футболист, полузащитник клуба «Ломмел» и сборной Того. Выступает на правах аренды за клуб «Кортрейк».

## Клубная карьера
В 2013 году стал игроком ганской Западно-африканской Футбольной Академии (WAFA), основанной «Фейеноордом». В 2019 году выступал на родине за «Планет Фут».
В январе 2022 года стал игроком команды «Фейеноорда» до 21 года. Вышел на поле в молодёжном чемпионате против «Херенвена».
11 мая 2022 года в матче с «Гоу Эхед Иглз» заменил Йенса Торнстра на 84-й минуте и провел свой первый матч в Эредивизи.
1 июля 2023 года перешёл в бельгийский клуб «Ломмел», подписав с клубом пятилетний контракт.

## Карьера в сборной
24 марта 2022 года провел первый матч за сборную Того U23 против сборной Таджикистана. Забил гол в матче со сверстниками из Малави.
В том же месяце был заявлен за основную команду страны и дебютировал на взрослом уровне в матче со Сьерра-Леоне.